# ATM air interface
Das ATM air interface (etwa: ATM-Luftschnittstelle) ist das Transportverfahren für ATM-Zellen auf Funkstrecken. 
Auf Funkstrecken wird Asynchronous Transfer Mode generell als Nutzlast von PDH- oder SDH-Signalen übertragen. 
Eine ATM-Luftschnittstelle mit einem anderen, auf die jeweilige Anwendung spezialisierten Rahmenverfahren ist immer wieder einmal Thema von Standardisierungsorganisationen wie zum Beispiel dem ATM-Forum. Meist wird sie für die Funkschnittstelle zwischen einem Mobiltelefon und einer Basisstation des Mobilfunks ins Gespräch gebracht. Der letzte Ansatz führte schließlich zur Standardisierung der ATM Adaptation Layer AAL2.